# Großblatt-Pappel
Die Großblatt-Pappel (Populus lasiocarpa) ist ein Laubbaum aus der Gattung der Pappeln in der Familie der Weidengewächse. Ihr natürliches Verbreitungsgebiet liegt in Mittel- und Westchina. Dort ist sie ein wichtiger Holzlieferant.

## Beschreibung

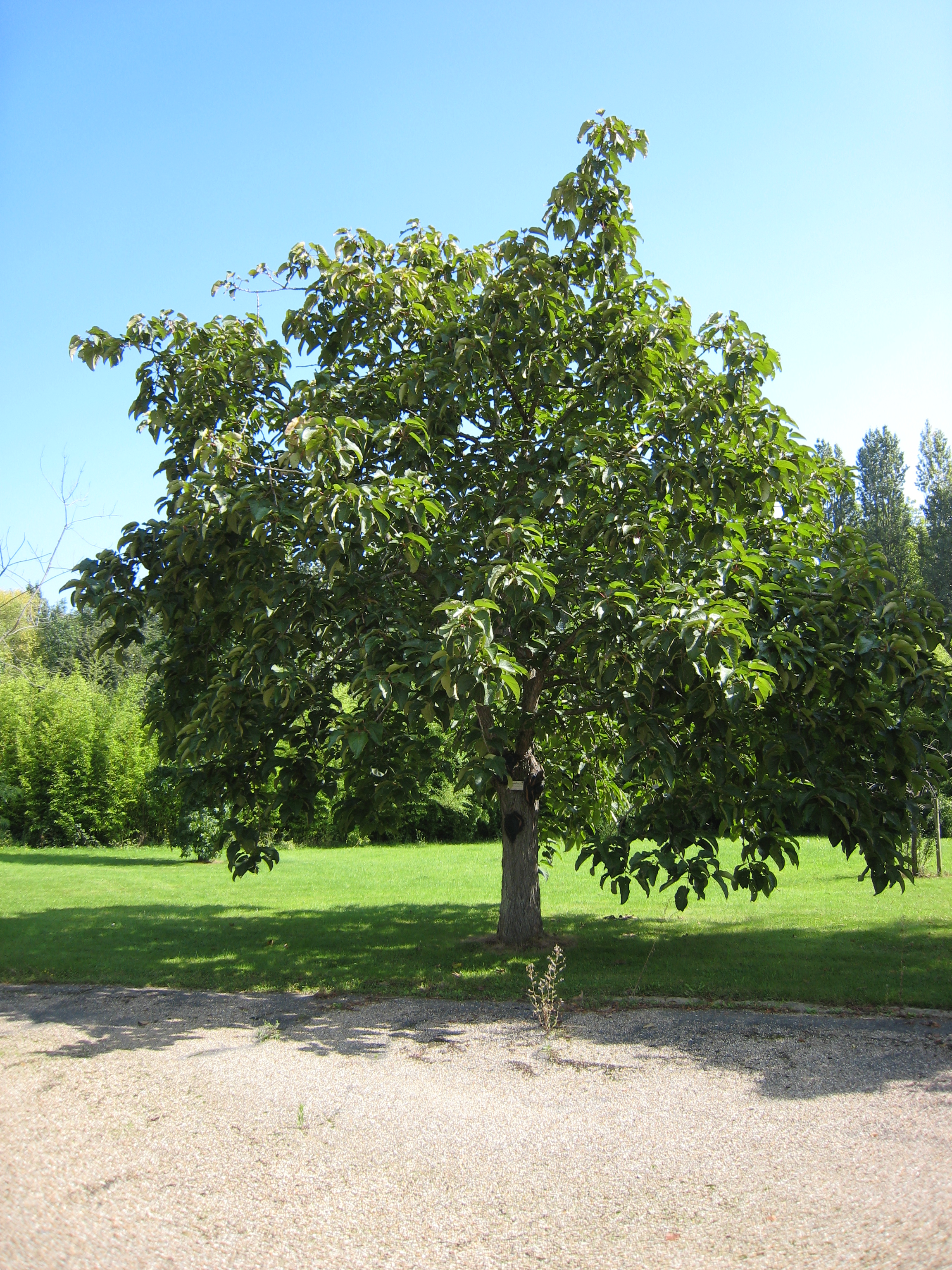
Habitus

Die Großblatt-Pappel ist ein kleiner, bis zu 20 Meter hoher, langsam wachsender Laubbaum mit runder Krone, der einen Brusthöhendurchmesser von 50 Zentimetern erreichen kann. Die Stammborke ist dunkelgrau und gefurcht. Junge Zweige sind dick und dicht filzig behaart, sie verkahlen später und haben dann eine gelbbraune Farbe. Die Knospen sind groß, lang zugespitzt und etwas klebrig. Die Blätter haben einen 5 bis 10 Zentimeter langen, behaarten, flachen und oberseits rot gefärbten Stiel. Die Blattspreite ist eiförmig, 15 bis 30 Zentimeter lang und 10 bis 15 Zentimeter breit, zugespitzt mit herzförmiger Basis und drüsig gesägtem Blattrand. Die Blattoberseite ist hellgrün, anfangs behaart, später kahl und hat rote Mittel- und Seitennerven. Die Unterseite ist besonders an den Nerven behaart. Die Blüten sind wie bei allen Pappeln zweihäusig verteilt. Die männlichen Kätzchen werden 9 Zentimeter lang, die männlichen Blüten haben 30 bis 40 Staubblätter. Die weiblichen Kätzchen werden etwa 15 bis 24 Zentimeter lang. Die Kapselfrüchte sind eiförmig, 1,0 bis 1,7 Zentimeter lang und filzig behaart. 
Die Art blüht von März bis Mai, die Früchte reifen von Mai bis Juni.
Die Chromosomenzahl beträgt 2n = 38.

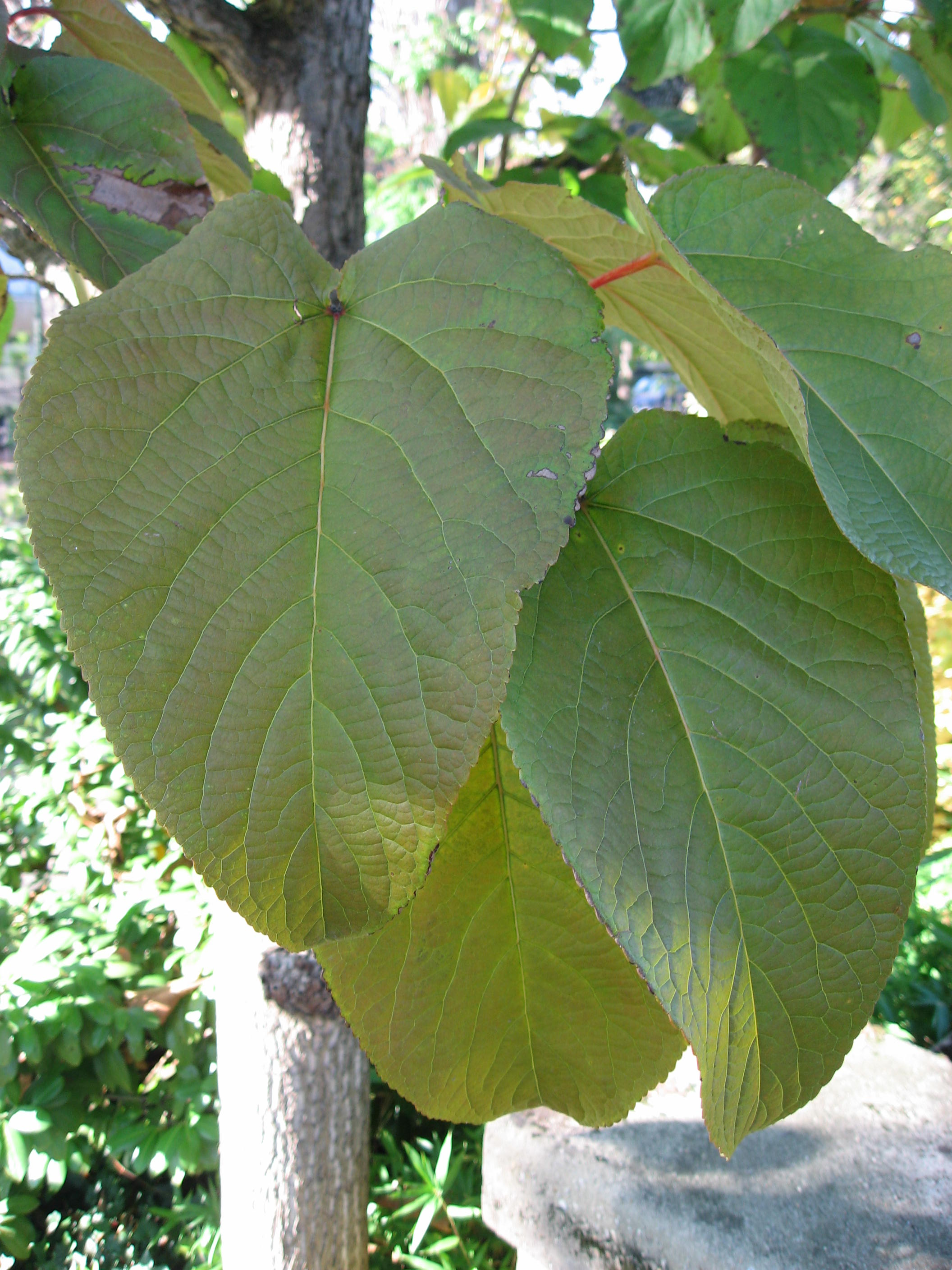
Blätter
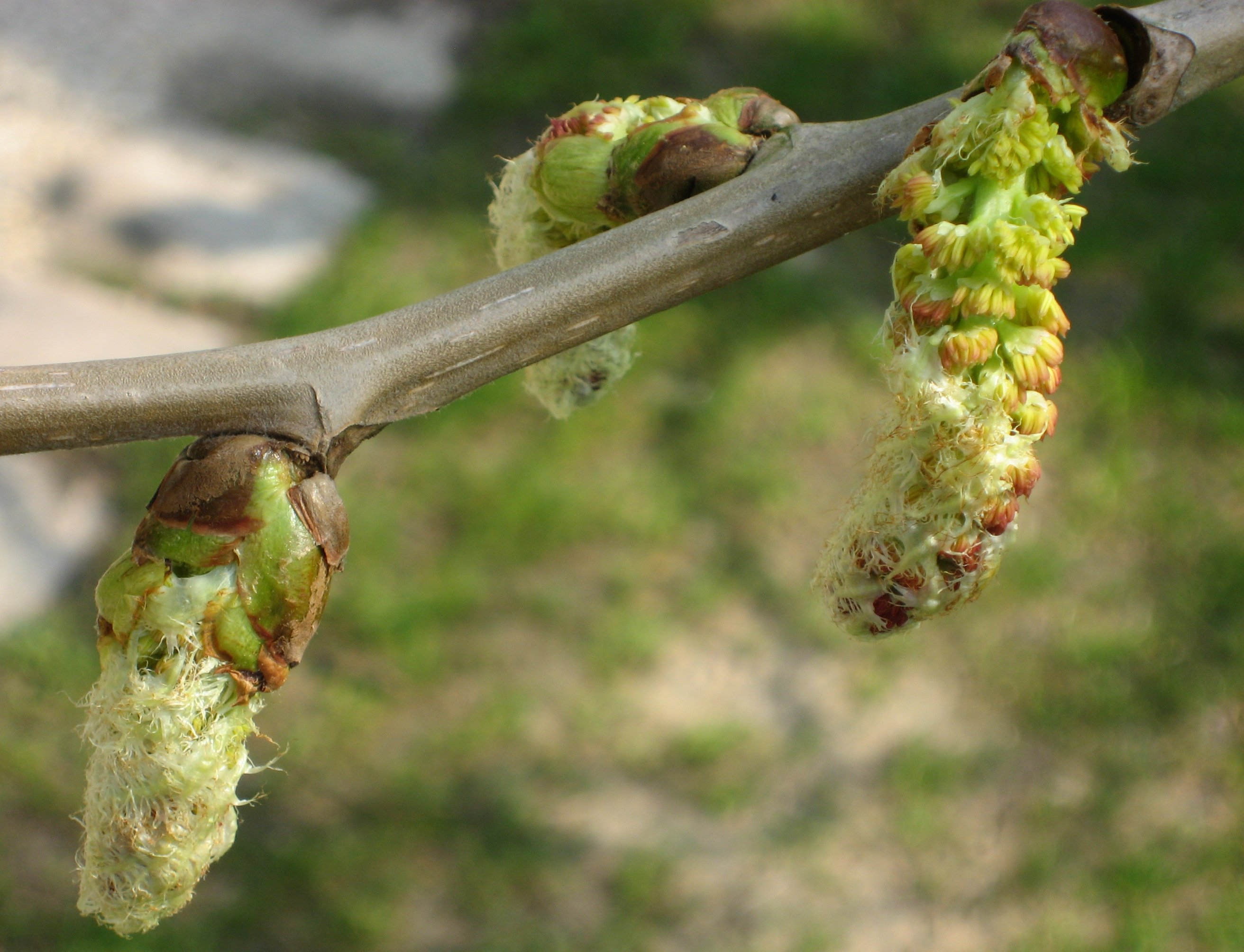
Männliche Kätzchen

## Verbreitung und Standort
Das natürliche Verbreitungsgebiet liegt in der gemäßigten Zone Chinas in den Provinzen Guizhou, Hubei, Shaanxi, Sichuan und Yunnan. Dort wächst sie in artenreichen, feuchten Laubwäldern an Berghängen und Flussufern in Höhen von 1300 bis 3500 Metern auf frischen bis feuchten, guten, meist lehmigen, schwach sauren bis alkalischen Böden an sonnigen Standorten. Die Art ist wärmeliebend und meist frosthart.

## Systematik und Forschungsgeschichte
Die Großblatt-Pappel ist eine Baumart aus der Sektion Leucoides in der Gattung der Pappeln (Populus), Familie der Weidengewächse (Salicaceae). Sie wurde von Daniel Oliver 1890 erstbeschrieben.
Es werden zwei Varietäten unterschieden:
- Populus lasiocarpa var. lasiocarpa mit 15 bis 24 Zentimeter langen weiblichen Kätzchen und 1,0 bis 1,7 Zentimeter langen und kurz gestielten Kapselfrüchten.
- Populus lasiocarpa var. longiamenta P. Y. Mao & P. X. He mit bis zu 40 Zentimeter langen weiblichen Kätzchen und 1,6 bis 1,9 Zentimeter langen, sitzenden Früchten. Das Verbreitungsgebiet liegt in Yunnan in Höhen von 1700 bis 1900 Metern.[3]

## Verwendung
Die Großblatt-Pappel ist im Verbreitungsgebiet ein wichtiger Holzlieferant. In Mitteleuropa wird sie wegen der attraktiven Belaubung als Zierbaum verwendet, ist jedoch forstwirtschaftlich ohne Bedeutung.

## Nachweise